# Cahn
Cahn ist ein Familienname.

## Herkunft und Bedeutung
Cahn geht auf den Namen einer Priesterkaste im Judentum zurück, siehe Kohanim. Zu Varianten siehe Cohen.

## Namensträger
- Adolph E. Cahn (1839–1918), deutscher Numismatiker und Münzhändler
- Albert Cahn (1816–1886), deutscher jüdischer Bankier
- Alfred Cahn (1922–2016), deutsch-US-amerikanischer Komponist und Organist
- Alfredo Cahn (1902–1975), argentinischer Literaturagent und Literaturwissenschaftler
- Andreas Cahn (* 1959), deutscher Rechtswissenschaftler
- Anne Hessing Cahn (ca. 1930–2024), US-amerikanische Politikautorin und Rüstungsexpertin
- Anneli Cahn Lax (1922–1999), US-amerikanische Mathematikerin
- Arnold Cahn (1858–1927), deutscher Mediziner und Hochschullehrer
- Aviel Cahn (* 1974), seit 2007 Direktor des Zürcher Kammerorchesters
- Bernhard Cahn (1793–1877), deutscher Rabbiner und Schächter
- Berthold Cahn (1871–1942), deutscher Anarchist, Lagerarbeiter und Hausdiener
- Daniel T. Cahn (* 1957), US-amerikanischer Filmeditor
- Dann Cahn (1923–2012), US-amerikanischer Filmeditor
- Edward L. Cahn (1899–1963), US-amerikanischer Filmregisseur und Filmeditor
- Edward N. Cahn (Edward Norman Cahn; * 1933), US-amerikanischer Jurist
- Erich B. Cahn (1913–1993), deutscher Numismatiker und Münzhändler
- Ernst Cahn (1875–1953), deutscher Jurist
- Ernst Cahn (Widerstandskämpfer) (1889–1941), deutscher jüdischer Widerständler
- Fritz Cahn-Garnier (1889–1949), deutscher Jurist und Politiker der SPD
- Herbert A. Cahn (1915–2002), deutscher klassischer Archäologe, Numismatiker und Kunsthändler
- Jean-Paul Cahn (* 1945), französischer Germanist und Historiker
- John W. Cahn (1928–2016), US-amerikanischer Physikochemiker und Materialwissenschaftler
- Julius Cahn (1872–1935), deutscher Numismatiker
- Karl Eduard Cahn-Bronner (1893–1977), deutscher Internist und Hochschullehrer
- Marcelle Cahn (1895–1981), französische Malerin
- Max Ludwig Cahn (1889–1967), deutscher Rechtsanwalt und Notar
- Miriam Cahn (* 1949), Schweizer Künstlerin
- Peter Cahn (Musiker) (1927–2016), deutscher Musikpädagoge, Komponist und Musikwissenschaftler
- Peter Cahn, Pseudonym von Peter Schmidt (Schriftsteller) (* 1944), deutscher Schriftsteller
- Peter Cahn (Intendant) (* 1959), deutscher Schauspieler, Regisseur und Theaterleiter
- Philip Cahn (1894–1984), US-amerikanischer Filmeditor
- Robert Sidney Cahn (1899–1981), britischer Chemiker
- Robert W. Cahn (Robert Wolfgang Cahn; 1924–2007), deutsch-britischer Metallurge
- Roger Cahn (1948–2018), Schweizer Journalist und Kulturagent
- Rudolf Cahn-Speyer (1881–1940), österreichischer Dirigent, Komponist und Autor
- Ruth Cahn (1875–1966), deutsche Malerin
- Sammy Cahn (1913–1993), US-amerikanischer Songschreiber und Musiker
- Walter Cahn (1933–2020), US-amerikanischer Kunsthistoriker
- Wilhelm Cahn (1839–1920), deutscher Jurist
- Willi Cahn (1889–1960), deutscher Architekt.